# Trebatice
Trebatice este o comună slovacă, aflată în districtul Piešťany din regiunea Trnava. Localitatea se află la altitudinea de 168 m deasupra n.m., se întinde pe o suprafață de 7,67 km2 și în 2017 număra 1.353 de locuitori. Se învecinează cu comuna Piešťany.

## Istoric
Localitatea Trebatice este atestată documentar din 1113.

## Demografie
| An:                | 1994 | 2004   | 2014    | 2024   |
| ------------------ | ---- | ------ | ------- | ------ |
| Număr de persoane: | 1218 | 1237   | 1369    | 1352   |
| Diferență:         |      | +1,55% | +10,67% | −1,24% |

| An:                | 2023 | 2024   |
| ------------------ | ---- | ------ |
| Număr de persoane: | 1338 | 1352   |
| Diferență:         |      | +1,04% |